# Ašdot Ja'akov Ichud
Ašdot Ja'akov Ichud (hebrejsky אַשְׁדוֹת יַעֲקֹב אִחוּד, doslova "Ja'akovovy peřeje", anglicky Ashdot Ya'akov Ihud, v oficiálním seznamu sídel Ashdot Ya'aqov Ihud) je vesnice typu kibuc v Izraeli, v Severním distriktu, v Oblastní radě Emek ha-Jarden.

## Geografie
Leží v Galileji v nadmořské výšce 206 metrů pod mořskou hladinou 2 kilometry jižně od břehů Galilejského jezera poblíž soutoku řek Jordán a Jarmuk v oblasti s intenzivním zemědělstvím.
Vesnice se nachází cca 15 kilometrů jihojihovýchodně od města Tiberias, cca 100 kilometrů severovýchodně od centra Tel Avivu a cca 58 kilometrů jihovýchodně od centra Haify. Ašdot Ja'akov Ichud obývají Židé, přičemž osídlení v tomto regionu je ryze židovské.
Ašdot Ja'akov Ichud je na dopravní síť napojen pomocí dálnice číslo 90.

## Dějiny
Ašdot Ja'akov byl založen v roce 1933. Pojmenován byl podle Ja'akova Rotschilda – syna Edmonda Jamese de Rothschilda, který se zasloužil od rozvoj židovských osad v Palestině koncem 19. a počátkem 20. století. Zakladateli osady byla skupina židovských přistěhovalců Chaluc (חלוץ) z třetí aliji, původem z Litvy, kteří se už roku 1921 usadili v lokalitě poblíž nynější vesnice Menachemija. Členové skupiny se přeli o to, zda vesnici založit jako kibuc nebo jako mošav. V roce 1924 se členové skupiny přesunuli o něco dál, do prostoru nynější vesnice Gešer. Zde setrvali po následujících 10 letech na pozemcích Jewish Colonization Association. Zčásti se zabývali prací pro vodní elektrárnu v nedalekém Naharajim. Pak se ale rozhodli pro trvalé založení kibucu. Podle některých pramenů teprve až roku 1935 vznikl kibuc v nynější lokalitě pod názvem Ašdot Ja'akov.
Během války za nezávislost v roce 1948 byl kibuc vystaven těžkému ostřelování arabskými silami a děti byly z vesnice po dobu bojů evakuovány. Další incidenty zažíval kibuc kvůli blízkosti syrské a jordánské hranice během 50. a 60. let 20. století a zejména během opotřebovací války na přelomu 60. a 70. let.
Roku 1949 měl kibuc už 1199 obyvatel a rozlohu katastrálního území 3 600 dunamů (3,6 kilometrů čtverečních). V roce 1951 se po ideologickém rozkolu v kibucovém hnutí Ašdot Ja'akov rozdělil na dva samostatné kibucy. V severní části vesnice vznikl Ašdot Ja'akov Me'uchad, jižní část se od té doby jmenovala Ašdot Ja'akov Ichud.
Počátkem 21. století prošel kibuc privatizací, po které jsou jeho členové odměňováni individuálně za odvedenou práci. Funguje tu společná jídelna, zubní ordinace, plavecký bazén a sportovní areály. V obci je k dispozici předškolní péče o děti a základní škola.

## Demografie
Obyvatelstvo kibucu Ašdot Ja'akov Ichud je sekulární. Podle údajů z roku 2014 tvořili naprostou většinu obyvatel v kibucu Ašdot Ja'akov Ichud Židé (včetně statistické kategorie "ostatní", která zahrnuje nearabské obyvatele židovského původu ale bez formální příslušnosti k židovskému náboženství).
Jde o menší sídlo vesnického typu s dlouhodobě stagnující populací, která ovšem od roku 2008 rychle narůstá. K 31. prosinci 2014 zde žilo 895 lidí. Během roku 2014 populace stoupla o 3,2 %.
| Rok            | 1949 | 1961 | 1972 | 1983 | 1995 | 2001 | 2003 | 2004 | 2005 | 2006 | 2007 | 2008 | 2009 | 2010 | 2011 | 2012 | 2013 | 2014 |
| -------------- | ---- | ---- | ---- | ---- | ---- | ---- | ---- | ---- | ---- | ---- | ---- | ---- | ---- | ---- | ---- | ---- | ---- | ---- |
| Počet obyvatel | 1199 | 612  | 486  | 525  | 568  | 555  | 565  | 552  | 535  | 531  | 537  | 570  | 678  | 681  | 754  | 777  | 867  | 895  |

- údaj pro rok 1949 zahrnuje obyvatelstvo obou nynějších samostatných vesnic Ašdot Ja'akov Ichud i Ašdot Ja'akov Me'uchad